# Consejo de los Tres Fuegos
El Concilio de los Tres Fuegos, también conocido como el Pueblo de los Tres Fuegos (Niswi-mishkodewinan en lengua anishinaabe), fue una histórica y duradera alianza entre tres pueblos Anishinaabe: los Ojibwe (o Chippewa), los Ottawa y los Potawatomi. Esta confederación tuvo carácter político, militar y espiritual, y desempeñó un papel central en las relaciones entre los pueblos indígenas del área de los Grandes Lagos durante los siglos XVII al XIX.

## Origen y estructura
Según las tradiciones anishinaabe, estas tres naciones comparten un origen común y formaban inicialmente un solo pueblo que se dividió al avanzar hacia el oeste desde la costa atlántica. La formación del Concilio tuvo lugar, según algunas fuentes tradicionales, hacia el año 796, en la región de Michilimackinac, actual estado de Míchigan.
En el seno de esta alianza, los Ojibwe eran considerados los «hermanos mayores», los Ottawa los «hermanos medianos» y los Potawatomi los «hermanos menores». Estos últimos desempeñaban además el rol de «guardianes del fuego» (boodawaadam en lengua anishinaabe), una función central en los rituales y asambleas de la confederación.

## Funciones y relaciones
El Concilio de los Tres Fuegos actuaba como una entidad diplomática común para tratar con otras naciones indígenas y con potencias coloniales europeas. Mantenía relaciones con pueblos como los Menominee, Ho-Chunk, Sacs, Meskwaki, Sioux, Iroqueses y Huron-Wendat, así como con los franceses, británicos y posteriormente con los Estados Unidos.
A través de redes de comercio, alianzas matrimoniales y el sistema de tótem anishinaabe, el Concilio promovía la cooperación interna y con sus vecinos. No obstante, también actuaba militarmente en defensa de su territorio e intereses comunes.

## Participación en conflictos
El Concilio combatió activamente a la Confederación Iroquesa y a los Sioux en diferentes periodos. Durante la Guerra de los Siete Años (1756–1763), apoyó a Francia contra Gran Bretaña. Posteriormente, participó en las Guerras Indias del noreste y se opuso a la expansión de los Estados Unidos durante la Guerra de 1812.
Tras la independencia estadounidense en 1776, el Concilio se integró en la Confederación de los Grandes Lagos (también conocida como Confederación del Oeste), junto con los Wyandot, algonquinos, Nipissing, Sacs, Meskwaki y otros pueblos aliados.

## Tratados
A lo largo del siglo XIX, los pueblos miembros del Concilio firmaron numerosos tratados con las potencias coloniales y con los Estados Unidos, que resultaron en la pérdida progresiva de sus territorios. Entre ellos destacan:
- Tratado de Fort Niagara (1764)
- Tratado de Fort Harmar (1789)
- Tratado de Greenville (1795)
- Tratado de Springwells (1815)
- Tratado de Chicago (1833)

## Mapa

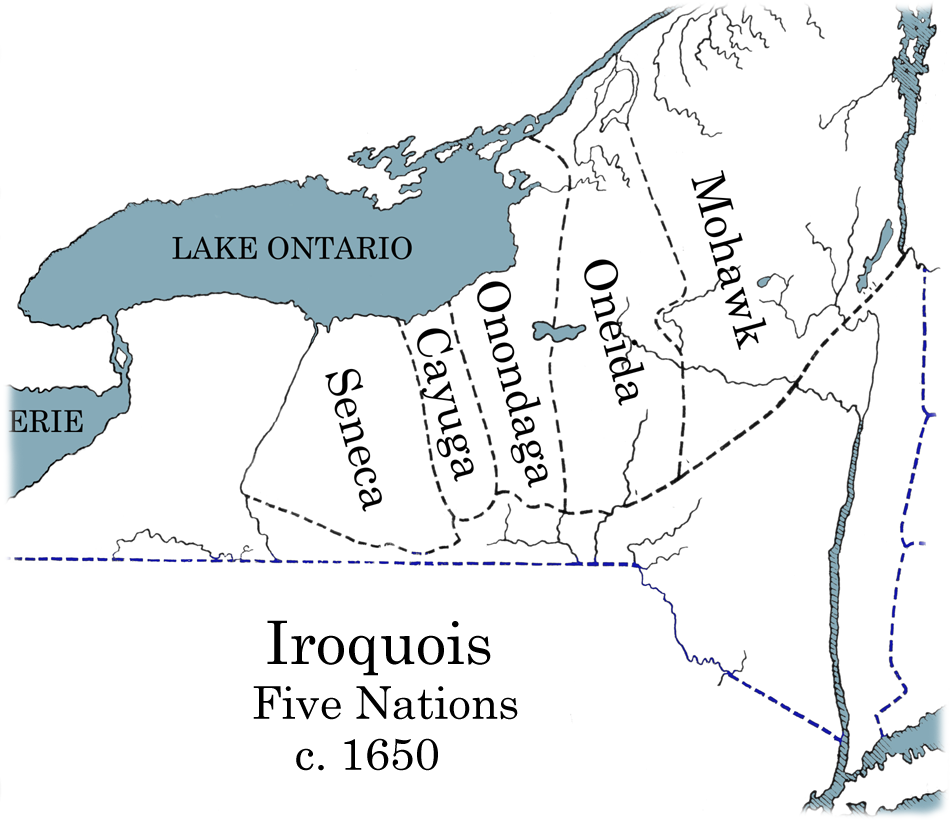
Mapa de las naciones iroquesas hacia 1650, futura Confederación Iroquesa.